# Умаров, Джамбулат Вахидович
Джамбулат Вахидович Умаров (чечен. Умаров ВахӀиди КӀант Жамбулат; род. 15 июля 1969, Затеречный, Нефтекумский район, Ставропольский край, РСФСР, СССР) — российский чеченский государственный и политический деятель, министр Чеченской Республики по национальной политике, внешним связям, печати и информации (2015—2020), первый заместитель руководителя администрации главы и правительства Чеченской Республики (2020), заместитель председателя правительства Чеченской Республики с 30 декабря 2020 года. Президент Академии наук Чеченской республики с 19 июля 2022 года. Народный писатель Чеченской Республики (2019). Герой Чеченской Республики (2024).

## Биография

### Молодые годы и образование
Джамбулат Умаров родился 15 июля 1969 года в посёлке Затеречный Нефтекумского района Ставропольского края. По своему собственному признанию является потомственным горцем и знает своих предков до 12 колена. По словам Умарова, его дедушка был кавалером Георгиевского креста, служил в «Дикой дивизии», а потом расстрелян большевиками.
С 1987 по 1989 годы в звании старшего сержанта служил в Вооружённых силах СССР, а именно в военной части № 46180 на Байконуре. Был членом ВЛКСМ.
В 1994 году окончил Чеченский государственный университет по специальности «историк». Во время учёбы в 1992—1993 годах был направлен Академией духовного наследия Востока и Исламским культурным центром России по рекомендации Ахмата Кадырова в Тунис на стажировку в университете политологии имени М. Бургибы, где получил специальность «востоковеда-политолога». Владеет русским, арабским, английским и немецким языками.
В 1994—2004 годах занимался предпринимательством. По другим данным, в 1989—1999 годах работал учителем в грозненской средней школе № 49.

### На постах в руководстве Чечни
С апреля по август 2005 года занимал пост заместителя начальника информационно-аналитического отдела департамента внешних связей президента и правительства Чеченской Республики. С января по февраль 2006 года находился на должности начальника информационно-аналитического отдела департамента внешних связей президента и правительства Чеченской Республики. С февраля по июль 2006 года был начальником отдела по обеспечению деятельности Комитета по межпарламентским связям, внешней политике, регламенту и этике Совета Республики Парламента Чеченской Республики. С июля по ноябрь 2006 года занимал должность советника председателя Совета Республики Парламента Чеченской Республики. С ноября 2006 по июль 2008 года находился на посту начальника департамента информационно-аналитической работы аппарата Совета Республики Парламента Чеченской Республики. С января 2009 по август 2011 года был советником председателя Парламента Чеченской Республики. С августа 2011 года по сентябрь 2013 год занимал должность руководителя секретариата председателя Парламента Чеченской Республики.
8 сентября 2013 года был избран депутатом Парламента Чеченской Республики III созыва, где стал членом фракции «Единая Россия», а также занял пост председателя комитета по международным, межпарламентским связям, национальной и информационной политике.
28 февраля 2014 года получил степень кандидата политических наук по специальности «политические проблемы международных отношений, глобального и регионального развития», защитив диссертацию «Иностранные каналы влияния на проявление терроризма в современной России (на примере Северного Кавказа)» на кафедре международных отношений, мировой экономики и международного права Института международных отношений при Пятигорском государственном лингвистическом университете. Занимается публицистической деятельностью, написал несколько научных работ, в том числе монографию «Терроризм на Северном Кавказе. Экзогенное влияние». При поддержке Магомеда Даудова сформулировал идеологему «Фактор КРА», расшифровывающуюся как «Кадыров Рамзан Ахматович» и означающую «единственный в мировой практике действенный способ борьбы с международным терроризмом», «наиболее креативный и эффективный фактор укрепления государственного строя Российской Федерации», так как Рамзан Кадыров — «это верный сподвижник Президента и Верховного Главнокомандующего России — Владимира Владимировича Путина, который в непростые для страны дни многократно и своевременно доказывал и доказывает в настоящее время свою искреннюю приверженность национально-государственным и внешнеполитическим интересам России, а также постоянную готовность к выполнению поставленных задач на любом участке мирового геополитического пространства, если будет отдан соответствующий приказ».

### В правительстве
5 мая 2015 года решением главы Чеченской Республики Рамзана Кадырова был назначен на пост министра Чеченской Республики по национальной политике, внешним связям, печати и информации, сменив ушедшего в отставку Шаида Жамалдаева. 8 мая досрочно сложил с себя полномочия депутата Парламента Чеченской Республики.
В СМИ характеризовался как «идеолог Кадырова». Как министр контролировал издание всех газет, журналов и информационных изданий, выпускаемых в Чеченской Республике под патронажем своего министерства, формируя таким образом культ личности Кадырова. С помощью министерского поста продвигал «Фактор КРА», базирующийся на личности Рамзана Кадырова и «заветах» Ахмата Кадырова «для генерации нового поколения сильных, наученных горьким опытом, богобоязненных и любящих свой народ патриотов», видя себя лишь «исполнителем той великой исторической миссии, которую он продолжает после смерти отца». Называл Кадырова бессменным лидером Чечни, а себя — членом его команды, «политиком регионального уровня», но при этом «пехотинцем Путина».
В 2017 году с одобрения Кадырова стал председателем новосозданного регионального отделения Изборского клуба в Чеченской Республике. В этом качестве представил самим же написанную книгу «Фактор КРА: Противостояние. Часть I», рассказывающую о «информационной войне» по «развалу России» и предлагающую иной подход к историографии российско-чеченских отношений, заключающийся в создании «новой идеологии» и «изменении подходов в оценках за счёт исторической правды». В рамках Изборского клуба встретился с Николаем Стариковым, с которым обменялся книгами и обсудил «многочисленные вопросы современной истории» и «влияние „либеральных“ нападок на сознание россиян». Презентация книги состоялась 5 июля в гостинице «Президент-Отель» в Москве при участии Владимира Березина, Адама Делимханова, Шамсаила Саралиева, Бекхана Таймасханова, Асламбека Аслаханова, Магомеда Селимханова, Адама Альбекова, Игоря Баринова, Алексея Шапошникова, Мурата Зязикова, Александра Проханова, Олега Фомина, Максима Шевченко, Валерия Коровина, Николая Старикова. Умаров анонсировал вторую часть под названием «Преодоление», также намечен выпуск третьей книги «Созидание», а всего в серии будет семь книг. В 2018 году вышла книга «Грозный. Фактор КРА», посвящённая 200-летию столицы Чечни. В 2019 году недолго вёл программу «Грозный. Взгляд» на телеканале «Царьград».
16 июня 2020 года Умаров был назначен на должность первого заместителя руководителя администрации главы и правительства Чечни, тогда как министерство по национальной политике, внешним связям, печати и информации было реорганизовано, а новым министром информации и печати стал Ахмед Дудаев. В СМИ расценили такие перестановки как то, что «наконец-то власти Чечни формально признали, что национальной политики в республике нет». 30 декабря 2020 года переведён на пост заместителя председателя правительства Чечни, курирующим вопросы внешней и внутренней политики. 19 июля 2022 года был избран президентом Академии наук Чеченской республики.

## Взгляды
Считает гомосексуалов «бесполыми сущностями» и «бесами», прячущимися «за неприкосновенной вывеской журналиста, художника, либерала или правозащитника», а информацию об их преследовании в Чечне рассматривает не иначе как «провокацию» тех, кто «разрабатывает планы по уничтожению нашего государства», людей, сидящих «в кулуарах спецслужб, альянсов, которые заинтересованы в раздроблении России» по примеру Советского Союза. Вместе с тем оценивает геев как «больных» или «распущенных» людей, которых «в Чечне нет и не было никогда», так как они «невозможны генетически», но при этом поддерживает законы, направленные против гомосексуалов. После публикации в «Новой газете» информации о преследовании геев в Чечне призвал главного редактора издания Дмитрия Муратова извиниться перед чеченским народом за «омерзительную чушь», чтобы ей «не воспользовались те, кому ваша газета надоела несоизмеримо больше, чем нам».
4 сентября 2017 года в центре Грозного у мечети «Сердце Чечни» по призыву Кадырова состоялся митинг против преследований мусульман Мьянмы, собравший по некоторым данным более миллиона человек. На нём Умаров зачитал обращение к президенту России Владимиру Путину, заявив, что мусульмане Кавказа готовы вступиться за мусульман Мьянмы:
Руки прочь от Мьянмы, от мусульман, руки прочь от веры Аллаха! От имени Рамзана Кадырова я хочу, чтобы сотни миллионов тех, кто говорит на русском языке, запомнили то, что я сказал. А все остальные миллиарды пусть переведут себе на свой язык. Валлахи! Стоя перед лицом мечети имени Ахмата Кадырова, я говорю. Если бы была наша воля, мы бы отправили туда такую армию, начало которой стояло бы у стен этих нечестивцев и наблюдало бы за тем, как эти трусы спасаются бегством. А конец этой великой армии был бы здесь, у „Сердца Чечни“. И каждый из этих воинов любит смерть больше, чем они свою ничтожную жизнь. Аллаху акбар!
Оппозиционер Алексей Навальный расценил пассаж про «армию любящих смерть» как признак существования в Чечне «экстремистского исламистского режима» с целой «армией смертников», а Умаров ответил на это «злопыхательство» словами о том, что второй «наезд» на чеченский народ ему уже не простит. Отметив на митинге, что Кадырова сам «Всевышний наделил великой миссией объявить слова истинного джихада, истинной веры, сконсолидировать в единый кулак мусульман», Умаров впоследствии разъяснял, что под «истинным джихадом» имел в виду «совершение добрых дел» и «противостояние террористам», а в связи с отправкой гуманитарной группы во главе с членом Совета Федерации от Чеченской Республики Зиядом Сабсаби в Мьянму пояснил, что «истинный джихад — это миролюбие, это помощь, это борьба с собственными страстями и грехами, это милосердие, это порядочность и доброта».

## Награды и звания
Чеченские
- Орден Кадырова (24 апреля 2017) — за заслуги в реализации государственной национальной политики на территории Чеченской Республики, гармонизации межнациональных и межконфессиональных отношений в Чеченской Республике[1][78][3][79][80].
- Герой Чеченской Республики (13 февраля 2024) — за выдающиеся заслуги перед Чеченской Республикой и её народом, особую плодотворную работу по сохранению культурного и исторического наследия России, активную общественно-политическую деятельность, получившую широкую известность[81].
- Медаль «100 лет образования Чеченской Республики» (1 сентября 2022) — за значительный вклад в развитие Чеченской Республики, безупречную работу, высокий профессионализм, проявленный при исполнении должностных обязанностей, и в связи с 100-летием Чеченской Республики
- Медаль «За заслуги перед Чеченской Республикой», почётный знак «За трудовое отличие», почётные грамоты президента, правительства и парламента Чеченской Республики, чин действительного государственного советника Чеченской Республики 1 класса[2].
- Народный писатель Чеченской Республики (19 декабря 2019) — за создание произведений публицистики, получивших широкое общественное признание[82].
- Заслуженный деятель науки Чеченской Республики (14 марта 2023) — за большой вклад в развитие науки, многолетнюю плодотворную деятельность и в связи с 30-летием создания Академии наук Чеченской Республики

Государственные
- Орден Дружбы (17 августа 2024) — за заслуги в научной деятельности и многолетнюю добросовестную работу[83]

Религиозные
- Орден Славы и чести III степени (Русская православная церковь, 2021) — в связи с 50-летием со дня рождения и за активное долголетнее участие в жизни православной общины Чеченской Республики[84][85][86][87][88].

Общественные
- Пушкинская премия за достижения в области литературы (Российский союз писателей, 2021) — за вклад по продвижению русского языка в Чеченской Республике и разработку идеологемы «Фактор КРА», противостоящей мировому терроризму[89][90][91].
- Медаль «За службу на Северном Кавказе»[2].

## Личная жизнь
Женат, пятеро детей. За 2017 год задекларировал доход в размере 1 миллиона 145 тысяч рублей и жилой дом площадью 127 квадратных метров.